# Bando baby
Bando bandy is een lied van de Nederlandse rapper Sevn Alias in samenwerking met rappers Chivv en Lijpe. Het werd in 2019 als single uitgebracht en stond in hetzelfde jaar als derde track op het album Twenty four Sevn 4 van Sevn Alias. 

## Achtergrond
Bando bandy is geschreven door Sevaio Mook, Chyvon Pala, Abdel Achahbar en Tevin Irvin Plaate en geproduceerd door Spanker. Het is een nummer uit het genre nederhop. In het lied rappen de artiesten over hun geld en succes, maar ook blikken ze terug naar waar ze vandaan komen. 
Het is de eerste keer dat de drie artiesten tegelijkertijd op een nummer te horen zijn. Er waren onderling wel al samenwerkingen. Zo hadden Sevn Alias en Chivv eerder de hit Anoniem en werd na Bando baby de samenwerking herhaald op Mucho dinero. Sevn Alias en Lijpe hadden samen meerdere nummers gemaakt, zoals Mandela, Woosh en In de streets. Ook na Bando baby werken de twee nog samen op Iedereen laag. Lijpe en Chivv waren eerder samen te horen op Uitweg.

## Hitnoteringen
De artiesten hadden succes met het lied in de hitlijsten van het Nederlands taalgebied. Het piekte op de negentiende plaats van de Single Top 100 en stond vier weken in deze hitlijst. De Top 40 werd niet bereikt; het lied bleef steken op de veertiende plaats van de Tipparade. Ook in de Vlaamse Ultratop 50 was er geen notering. Het kwam hier tot de 38e plek van de Ultratip 100.